# Lacanobia virgata
Lacanobia virgata là một loài bướm đêm trong họ Noctuidae.